# Xavier Margairaz
Xavier Margairaz (født 7. januar 1984 i Rances, Schweiz) er en schweizisk tidligere fodboldspiller (midtbane). 
Margairaz tilbragte størstedelen af sin karriere i hjemlandet, hvor han blandt andet repræsenterede FC Zürich og Lausanne. Han vandt tre schweiziske mesterskaber med Zürich.
Margairaz spillede 18 kampe og scorede ét mål for Schweiz' landshold, som han debuterede for i en VM-kvalifikationskamp mod Færøerne 4. juni 2005. Han var med i den schweiziske trup til VM 2006 i Tyskland, og spillede to af holdets fire kampe i turneringen, hvor schweizerne blev slået ud i 1/8-finalen.

## Titler
Schweizisk mesterskab
- 2006, 2007 og 2009 med FC Zürich

Schweizisk pokal
- 2005 med FC Zürich